# Andrej Kiska
Andrej Kiska (* 2. Februar 1963 in Poprad, Tschechoslowakei) ist ein slowakischer Politiker und erster Vorsitzender der von ihm gegründeten Partei Za ľudí (Für die Menschen). Er war von 2014 bis 2019 der vierte Präsident der Slowakei und der erste in diesem Posten, der niemals Mitglied der kommunistischen Partei gewesen war. Zudem ist er ein bekannter slowakischer Philanthrop und ehemaliger Unternehmer. Am 30. März 2019 wurde Zuzana Čaputová als seine Nachfolgerin gewählt.

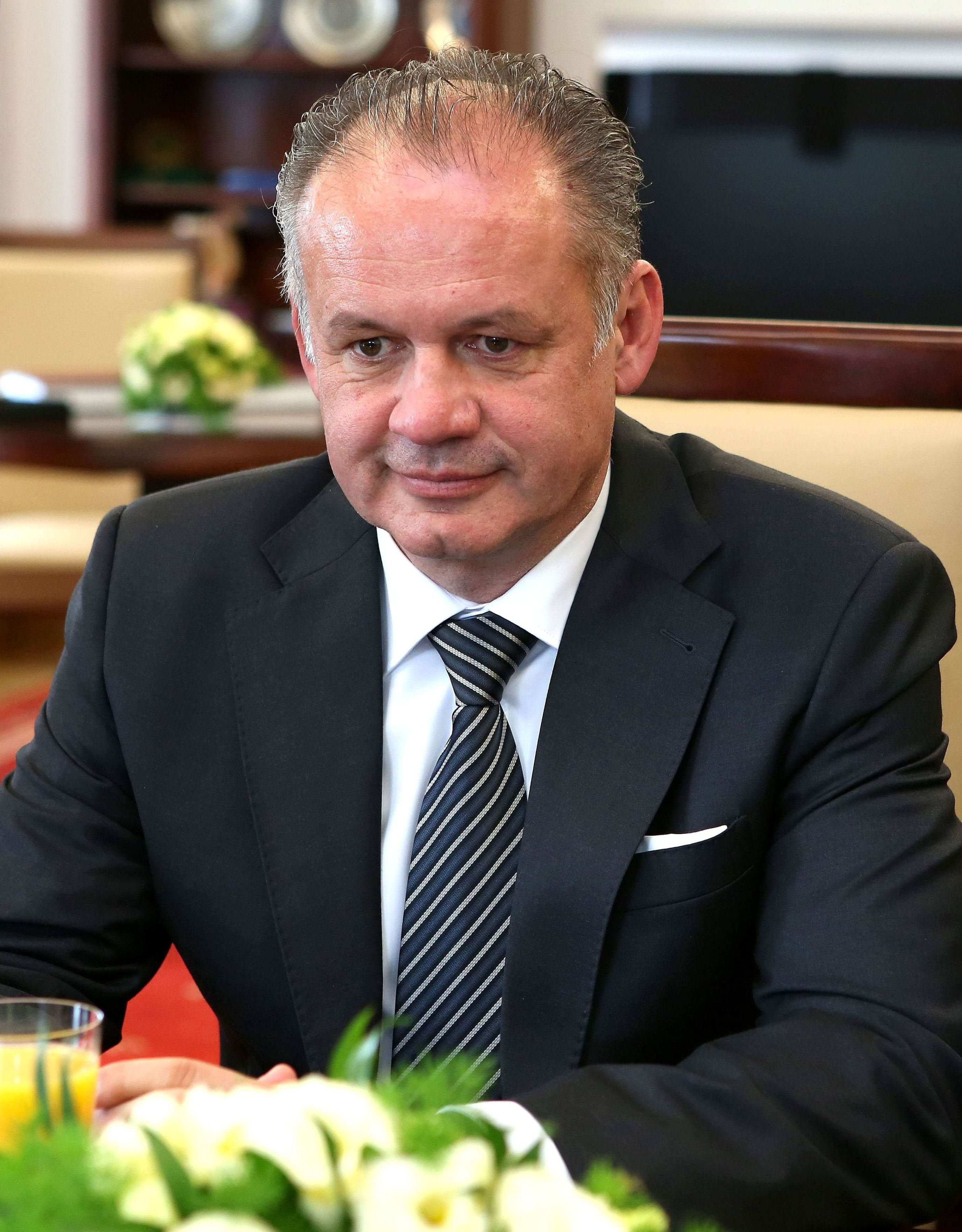
Andrej Kiska (2014)

## Leben
Kiska studierte Elektrotechnik an der Technischen Universität Bratislava. Nach dem Abschluss war er bei einem Energieunternehmen angestellt. 1990 ging Kiska als Auswanderer in die USA, wo er unter anderem auf dem Bau und an einer Tankstelle arbeitete. Nach zwei Jahren kehrte er in die Slowakei zurück und begann seine Laufbahn als Unternehmer im Schmuckhandel. Später gründete und leitete er zusammen mit seinem Bruder die Kreditinstitute „Tatracredit“, „Triangel“ und „Quatro“. 2005 verkaufte Kiska seine Firmenanteile für mehrere Millionen Euro an die Všeobecná úverová banka.
Seit dem Jahr 2006 widmete sich Kiska karitativer Arbeit und war Mitbegründer der Hilfsorganisation Dobrý Anjel (Guter Engel), die Familien mit kranken Kindern finanziell unterstützt.
Bei der slowakischen Präsidentschaftswahl 2014 erreichte Kiska in der ersten Runde mit 24 % der Stimmen den zweiten Platz hinter dem Regierungskandidaten und Ministerpräsidenten Robert Fico. Fico und Kiska traten am 29. März 2014 in einer Stichwahl gegeneinander an, wobei Kiska sich in dieser mit 59,38 % gegen Fico mit 40,61 % durchsetzte. Am 15. Juni 2014 trat Kiska das Amt des Präsidenten an. Als Präsident wolle er Korruption und Justizversagen, das marode Gesundheits- und Sozialsystem ändern, sagte Kiska, obwohl der Präsident in der Slowakei hauptsächlich eine repräsentative Funktion hat.
Bei der Nationalratswahl 2020 wurde Kiska als Vorsitzender der Partei Za ľudí gewählt, mit dem ersten Platz auf der Parteiliste. Am 17. März gab er bekannt, als Abgeordneter nicht anzutreten und wurde durch Tomáš Lehotský ersetzt. Nach dem Parteikongress von Za ľudí am 8. August 2020, in dem er nicht mehr antrat und Veronika Remišová als neue Parteivorsitzende gewählt wurde, zog er sich aus der Politik zurück, mit Verweis auf seine andauernden Gesundheitsprobleme.

## Positionen
Kiska spricht sich für eine Anerkennung Kosovos durch die Slowakei aus und befürwortet vor dem Hintergrund der russischen Kriegs in der Ukraine eine harte Linie gegenüber Russland. Zum slowakischen „Familien“-Referendum im Februar 2015, welches sich präventiv gegen das Adoptions- wie Eherecht homosexueller Paare sowie für das Recht von Eltern aussprach, ihre Kinder vom Sexualunterricht in der Schule abmelden zu dürfen, äußerte sich Kiska dahingehend, dass er gegen das Ehe- wie Adoptionsrecht homosexueller Paare stimmen werde. Gleichzeitig erklärte Kiska auch, dass er gegen das Recht von Eltern stimmen werde, deren Kinder vom Sexualunterricht abmelden zu dürfen.

„Die Ehe ist für mich ein Bund zwischen Mann und Frau, ich glaube jedoch, dass Menschen des gleichen Geschlechts, die zusammenleben, die Möglichkeit haben sollten, einige Aspekte ihres Zusammenlebens abzuwickeln.“

Bei der europäischen Flüchtlingskrise stellt sich Kiska – anders als die slowakische Regierung – auf die Seite der deutschen Bundeskanzlerin Angela Merkel und plädiert für die Aufnahme einer größeren Anzahl von Flüchtlingen durch die Slowakei.

### Mord an Kuciak
Am 21. Februar 2018  wurden der Journalist Ján Kuciak und seine Verlobte Martina Kušnírová ermordet. Kiska als Präsident der Slowakischen Republik sagte, dass dieser Tag und diese Tat die Slowakei „für immer verändert“ habe.

## Privates
Kiska ist zum zweiten Mal verheiratet. Aus der ersten Ehe hat er einen Sohn (* 1985) und eine Tochter (* 1990). Seit 2003 ist er mit Martina Kisková geb. Živorová verheiratet. Aus der zweiten Ehe hat er zwei Söhne und eine Tochter.

## Auszeichnungen
- Europäischer Bürgerrechtspreis der Sinti und Roma 2019[12]

## Werke
- Cesta manažéra z pekla, alebo, Ako robiť charitu úspešne a so srdcom. Selbstverlag: Andrej Kiska, Poprad 2011, ISBN 978-80-97064-29-7.
- Vezmi život do svojich rúk: rady k úspechu a šťastiu od manažéra a filantropa, spoluzakladateľa Triangla, Quatra a Dobrého Anjela. Alert, Košice 2013, ISBN 978-80-97122-34-8 (= Úspešní manažéri, Band 2).